# 대암산·대우산 천연보호구역
대암산·대우산 천연보호구역(大岩山·大愚山 天然保護區域)은 대한민국 강원특별자치도 양구군과 인제군의 해안분지와 그 주변을 에워싸고 있는 대암산·대우산·도솔산 및 대암산 정상부근의 일명 큰용늪과 작은용늪을 포함하는 지역을 말한다. 1973년 7월 10일 대한민국의 천연기념물 제246호로 지정되었다.

## 개요
《대암산·대우산 천연보호구역》은 펀치볼 분지와 그 주변을 에워싸고 있는 대암산·대우산·도솔산 및 대암산 정상부근의 일명 큰용늪과 작은용늪을 포함하는 지역을 말한다.
펀치볼 지대는 지름 약 10km의 원형분지로, 분지벽과 주변의 능선은 편마암으로 되어 있으나 분지의 밑바닥은 화강암으로 되어 있다. 이는 화강암이 편마암보다 침식이 빨라 분지가 형성된 것으로 볼 수 있다.
대암산 정상 부근에는 큰용늪, 작은용늪이라 불리는 고지습원이 있는데, 작은용늪은 이미 그 원래의 모습을 상실하여 숲으로 변해버리고 말았다. 큰용늪은 우리나라에서 유일한 고지습원으로 연중 안개 끼는 날이 많은 특수한 환경이 조성되고 있어 생태계 연구에 좋은 자료를 제공하고 있다. 큰용늪에는 물이끼, 삿갓사초, 꼬리조팝나무, 꽃쥐손이풀 등의 식물군락이 있으며, 손바닥 난초, 비로용담, 끈끈이주걱 등의 희귀식물도 자라고 있다. 그 밖에 식물성 플랑크톤 63종, 돌말 19종과 천연기념물인 산양과 검독수리가 관찰된 바 있으며, 도룡뇽, 무당개구리, 줄흰나비 등도 볼 수 있다. 또 이 지역과 연결된 두타연계곡에서는 열목어를 비롯한 특산 어류 10여 종이 살고 있다.
《대암산·대우산 천연보호구역》은 분지·습원 등 지형적으로 다양한 특징을 지니고 있고, 기후조건이 특이하여 희귀동식물이 자라고 있다. 또한 동식물의 남북한계·동서 구분의 현상이 나타나는 등 식물생태학·식물지리학적·식물분류학적 연구가치가 매우 큰 지역일 뿐만 아니라 다양한 동물상, 특이한 지형·지세 및 기후적 특성 등 다양한 자연 환경을 가지고 있어 학술적 가치가 크므로 천연기념물로 지정·보호하고 있다.

## 공개 제한
문화재보호법 제48조 및 동법 시행규칙 제30조의 규정에 의거 국가지정문화재(천연기념물)의 보존을 위한 공개제한을 하고 있다.
- 근거 법령 : 문화재보호법 제48조, 동법 시행규칙 제30조
- 제한 대상 : 천연기념물 제246호 대암산․대우산 천연보호구역
- 제한 기간 : 2011. 7. 1. ~ 2021. 6. 30.
- 제한 사유 : 천연기념물 훼손방지 및 자연유산 가치 보존
- 공개제한 관련 규제 및 위반자 처벌 : 문화재 수리․관리 및 보호․보존을 위한 학술조사연구 등 필요한 경우 문화재청장의 허가를 받아 출입(법 제48조 제5항)
- 공개제한지역 출입허가 일부 관리단체 위임 : 문화재 관리단체에서 시행하는 생태탐방, 현장학습 등 생태체험 프로그램 참여자, 생태조사 및 학술조사 등 연구용역 수행자
- 공개제한 지역을 허가 없이 출입하는 경우에는 2년 이하의 징역 또는 2천만원이하의 벌금형을 받게 됨(법 제101조 제8호)
- 공개제한의 예외 : 문화재 관리단체, 원주지방환경청, 북부지방산림청 등 해당(관계)부처 담당자의 시설보수 등 공적업무를 위한 출입

## 그림

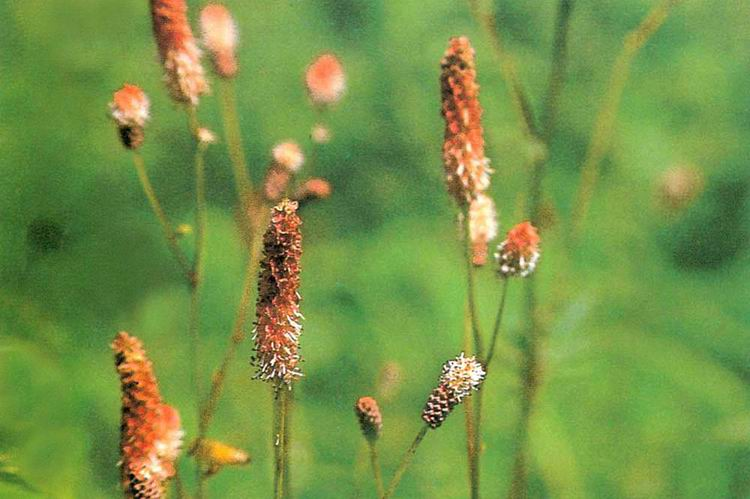
긴오이풀
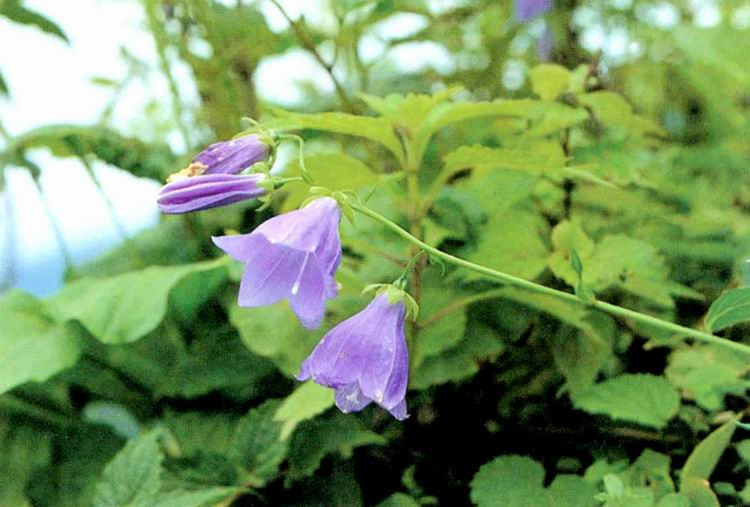
도라지모시대
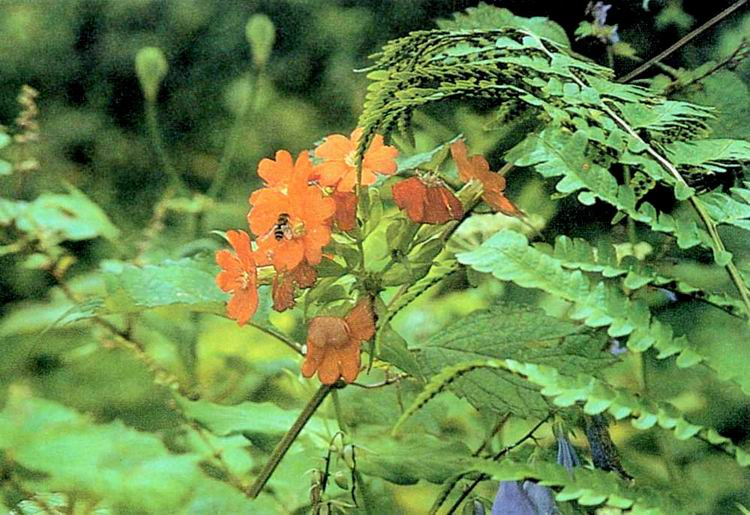
동작꽃

## 참고 자료
- 대암산·대우산 천연보호구역 - 국가유산청 국가유산포털